# Фердинанд Саксен-Кобург-Заальфельдский
Фердинанд Георг Август Саксен-Кобург-Заальфельдский (нем. Ferdinand Georg August von Sachsen-Coburg-Saalfeld; 28 марта 1785, Кобург — 27 августа 1851, Вена) — член Саксен-Кобург-Готской династии, австрийский военный деятель, участник Наполеоновских войн.
Второй сын Франца, герцога Саксен-Кобург-Заальфельдского, и его жены Августы Рёйсс-Эберсдорфской. В 1826 получил титул принца Саксен-Кобург-Готского, после того как его старший брат герцог Эрнст I совершил обмен территориями с другой ветвью семьи.

## Военная служба
В декабре 1791 года Фердинанд был зачислен младшим лейтенантом в шестой драгунский кобургский полк. Он получил звание старшего лейтенанта в марте 1796 года, капитана в ноябре 1798, майора в сентябре 1804 и подполковника в августе 1805. В сентябре 1808 года Фердинанд стал полковником в третьем гусарском полку эрцгерцога Фердинанда д’Эсте. В этом полку он служил в войну Пятой коалиции. В апреле 1811 года он был назначен генерал-майором. Фердинанд сражался в Экмюльской, Асперн-Эсслингской и Ваграмской битвах. В 1813 году принимал участие в сражениях под Кульмом и Лейпцигом. 9 сентября 1813 года российский император Александр I пожаловал ему орден св. Георгия 4-й степени (№ 2638 по кавалерскому списку Григоровича — Степанова). 16 декабря 1813 года произведен в генерал-лейтенанты. 8 мая 1822 года Фердинанд получил собственный уланский полк, в 1828 году — гусарский. 6 декабря 1832 года присвоено звание генерал от кавалерии.

## Семья
30 ноября 1815 года в Вене Фердинанд женился на Марии Антонии Кохари (1797—1862), дочери-наследнице имперского канцлера Франца Иосифа, герцога Кохари де Чабраг и Ситно. Когда отец Антонии умер, она унаследовала его владения в Словакии и Венгрии, а Фердинанд добавил к своему титулу приставку Кохари. Супруги имели четырёх детей:
- Фердинанд (1816—1885), король-консорт Португалии;
- Август (1818—1881), отец короля Болгарии Фердинанда I;
- Виктория (1822—1857), вышла замуж за Луи, герцога Немурского;
- Леопольд (1824—1884), вступил в морганатический брак с Констанц Гейгер.

## Награды
- Австрийский Военный орден Марии Терезии
  - командор (1815)[3][4]
  - рыцарь (1809)[5]
- Австрийский Армейский крест 1813/14
- Австрийский Знак за военную службу 2-й степени
- Баденский орден Верности, большой крест (1843)[6]
- Баденский орден Церингенского льва, большой крест (1843)[7][4]
- Бельгийский орден Леопольда I, большой крест (1835)[8][4]
- Британский орден Бани, большой крест (12 июня 1839)[9][10][4]
- Ганноверский Королевский Гвельфский орден, большой крест (1818)[11][10][4]
- Португальский орден Христа, большой крест (9 декабря 1835)[12]
- Португальский орден Башни и Меча, большой крест (23 апреля 1836)[12][4]
- Прусский орден Красного орла 1-й степени[4]
- Российский орден Святого апостола Андрея Первозванного (30 августа 1808)[13][2]
- Российский орден Святого Георгия 4-й степени (9 сентября 1813)[2][4]
- Российский орден Святого Александра Невского (30 августа 1808)[2]
- Российский орден Святой Анны 1-й степени (30 августа 1808)[14][2]
- Саксен-Кобургский орден Саксен-Эрнестинского дома, большой крест (декабрь 1833)[15][4]
- Саксонский орден Рутовой короны (1815)[16][4]
- Французский орден Почётного легиона, большой крест (май 1840)[17][4]